# Myrtaceae
Famille
Classification APG III (2009)
Les Myrtaceae (ou les Myrtacées, en français) sont une famille de plantes à fleurs dicotylédones de l'ordre des Myrtales. Elle comprend environ trois mille espèces d'arbres et d'arbustes, appartenant à de nombreux genres (de 23 à 134 selon les classifications). Ce sont souvent des producteurs d'huiles aromatiques. On les rencontre dans des zones tempérées, subtropicales à tropicales, mais ils poussent principalement en Australie et en Amérique tropicale.

## Étymologie
Le nom vient du genre type Myrtus  nom latin de la plante, dérivé du grec μυρτιά / myrtia, μύρτος  / mýrtos, μύρτινος  / mýrtinos ; peut-être dérivé de l’akkadien asu, asum, assum, « myrthe ».

## Utilisation
Dans cette famille on peut citer les genres :
- Eucalyptus
- Psidium dont fait partie le goyavier.
- Myrtus dont fait partie le myrte commun (arbuste du maquis méditerranéen).
- Eugenia dont le giroflier (Eugenia cariophyllata) qui donne le clou de girofle.
- Melaleuca dont on extrait des huiles essentielles.
- Leptospermum dont le manuka (Leptospermum scoparium)

Beaucoup d'espèces appartenant à cette famille sont une source d'huiles essentielles pour la parfumerie ou pour l'usage thérapeutique. Par exemple certains Eucalyptus produisent de l'eucalyptol utilisé comme expectorant. On rencontre des espèces dont les fruits sont comestibles (genres Feijoa, Eugenia, Campomanesia). Il existe aussi une espèce de figuier étrangleur en Nouvelle-Zélande (Metrosideros robusta).

## Classement
La classification phylogénétique APG III (2009) inclut dans cette famille les genres précédemment placés dans les familles Heteropyxidaceae (le genre Heteropyxis (en)) et Psiloxylaceae (le genre Psiloxylon).

## Liste des genres
Selon World Checklist of Selected Plant Families (WCSP) (1er juin 2010) :
- Acca O.Berg (1856)
- Accara Landrum (1990)
- Actinodium Schauer ex Schltdl. (1836)
- Agonis (DC.) Sweet, Hort. Brit. (1830)
- Algrizea Proença & NicLugh. (2006)
- Allosyncarpia S.T.Blake (1977)
- Aluta Rye & Trudgen (2000)
- Amomyrtella Kausel, Ark. Bot., a.s. (1956)
- Amomyrtus (Burret) D.Legrand & Kausel (1947)
- Angasomyrtus Trudgen & Keighery (1983)
- Angophora Cav. (1797)
- Archirhodomyrtus (Nied.) Burret (1941)
- Arillastrum Pancher ex Baill. (1877)
- Astartea DC. (1827)
- Asteromyrtus Schauer (1843)
- Astus Trudgen & Rye (2005)
- Austromyrtus (Nied.) Burret (1941)
- Babingtonia Lindl. (1842)
- Backhousia Hook. & Harv. (1845)
- Baeckea L. (1753)
- Balaustion Hook. (1851)
- Barongia Peter G.Wilson & B.Hyland (1988)
- Basisperma C.T.White (1942)
- Beaufortia R.Br. (1812)
- Blepharocalyx O.Berg (1856)
- Callistemon R.Br. (1814)
- Calothamnus Labill. (1806)
- Calycolpus O.Berg (1856)
- Calycorectes O.Berg (1856)
- Calyptranthes Sw. (1788)
- Calyptrogenia Burret (1941)
- Calytrix Labill. (1806)
- Campomanesia Ruiz & Pav. (1794)
- Chamelaucium Desf. (1819)
- Chamguava Landrum (1991)
- Choricarpia Domin (1928)
- Cloezia Brongn. & Gris (1863)
- Conothamnus Lindl. (1839)
- Corymbia K.D.Hill & L.A.S.Johnson (1995)
- Corynanthera J.W.Green (1979)
- Curitiba Salywon & Landrum (2007)
- Cyathostemon Turcz. (1852)
- Darwinia Rudge (1813)
- Decaspermum J.R.Forst. & G.Forst. (1775)
- Eremaea Lindl. (1839)
- Eucalyptopsis C.T.White (1951)
- Eucalyptus L'Hér. (1789)
- Eugenia P.Micheli ex L. (1753)

Selon Angiosperm Phylogeny Website (1er juin 2010) :
- Acca O.Berg
- Accara Landrum
- Acmena DC.
- Acmenosperma Kausel
- Actinodium Schauer
- Agonis (DC.) Sweet
- Allosyncarpia S.T.Blake
- Amomyrtella Kausel
- Amomyrtus (Burret) D.Legrand & Kausel
- Angasomyrtus Trudgen & Keighery
- Angophora Cavanilles
- Archirhodomyrtus (Nied.) Burret
- Arillastrum Pancher ex Baillon
- Astartea DC.
- Asteromyrtus Schauer
- Austromyrtus (Nied.) Burret
- Backhousia Hook. & Harv.
- Baeckea L.
- Balaustion Hook.
- Barongia Peter G.Wilson & B.Hyland
- Basisperma C.T.White
- Beaufortia R. Brown
- Blepharocalyx O.Berg
- Callistemon R. Brown
- Calothamnus Labill.
- Calycolpus O.Berg
- Calycorectes O.Berg
- Calyptranthes Sw.
- Calyptrogenia Burret
- Calythropsis C.A.Gardner
- Calytrix Labill.
- Campomanesia Ruiz & Pavon
- Carpolepis (J.W.Dawson) J.W.Dawson
- Chamelaucium Desf.
- Chamguava Landrum
- Choricarpia Domin
- Cleistocalyx Blume
- Cloezia Brongn. & Gris
- Conothamnus Lindl.
- Corynanthera J.W.Green
- Cupheanthus Seem.
- Darwinia Rudge
- Decaspermum J. R. Forster & G. Forster
- Eremaea Lindl.
- Eucalyptopsis C.T.White
- Eucalyptus L'Her.
- Eugenia L.
- Gomidesia O.Berg
- Heteropyxis Harv.
- Hexachlamys O.Berg
- Homalocalyx F.Muell.
- Homalospermum Schauer
- Homoranthus A.Cunn. ex Schauer
- Hottea Urb.
- Hypocalymma (Endl.) Endl.
- Kania Schltr.
- Kjellbergiodendron Burret
- Kunzea Reichenbach
- Lamarchea Gaudich.
- Legrandia Kausel
- Lenwebbia N. Snow & Guymer
- Leptospermum J. R. Forster & G. Forster
- Lindsayomyrtus B.Hyland & Steenis
- Lophomyrtus Burret
- Lophostemon Schott
- Luma A.Gray
- Lysicarpus F.Muell.
- Malleostemon J.W.Green
- Marlierea Cambess.
- Melaleuca L.
- Meteoromyrtus Gamble
- Metrosideros Banks ex Gaertn.
- Micromyrtus Bentham
- Mitranthes O.Berg
- Mitrantia Peter G.Wilson & B.Hyland
- Monimiastrum J.Gueho & A.J.Scott
- Mosiera Small
- Myrceugenia O.Berg
- Myrcia DC. ex Guill.
- Myrcianthes O.Berg
- Myrciaria O.Berg
- Myrrhinium Schott
- Myrtastrum Burret
- Myrtella F.Muell.
- Myrteola O.Berg
- Myrtus L.
- Neofabricia Joy Thomps.
- Neomitranthes Legrand
- Neomyrtus Burret
- Ochrosperma Trudgen
- Octamyrtus Diels
- Osbornia F.Muell.
- Paramyrciaria Kausel
- Pericalymma (Endl.) Endl.
- Phymatocarpus F.Muell.
- Pileanthus Labill.
- Pilidiostigma Burret
- Piliocalyx Brongn. & Gris
- Pimenta Lindl.
- Pleurocalyptus Brongn. & Gris
- Plinia L.
- Pseudanamomis Kausel
- Psidium L.
- Purpureostemon Gugerli
- Regelia Schauer
- Rhodamnia Jack
- Rhodomyrtus (DC.) Reichenbach
- Rinzia Schauer
- Ristantia Peter G.Wilson & J.T.Waterh.
- Sannantha Peter G.Wilson
- Scholtzia Schauer
- Siphoneugena O.Berg
- Sphaerantia Peter G. Wilson & B. Hyland
- Stereocaryum Burret
- Syncarpia Ten.
- Syzygium Gaertn.
- Tepualia Griseb.
- Thryptomene Endl.
- Tristania R. Brown
- Tristaniopsis Brongn. & Gris
- Ugni Turcz.
- Uromyrtus Burret
- Verticordia DC.
- Waterhousea B.Hyland
- Welchiodendron Peter G.Wilson & J.T.Waterh.
- Whiteodendron Steenis
- Xanthomyrtus Diels
- Xanthostemon F.Muell.

Selon NCBI (1er juin 2010) (Plus conforme à APGIII puisqu'il incorpore les genres Psiloxylon, anciennement dans Psiloxylaceae, et Heteropyxis (en), anciennement dans Heteropyxidaceae) : 
- Acca
- Actinodium
- Agonis
- Algrizea
- Allosyncarpia
- Amomyrtus
- Angasomyrtus
- Angophora
- Archirhodomyrtus
- Arillastrum
- Astartea
- Asteromyrtus
- Austromyrtus
- Babingtonia
- Backhousia
- Baeckea
- Balaustion
- Barongia
- Beaufortia
- Blepharocalyx
- Callistemon
- Calothamnus
- Calyptranthes
- Calytrix
- Campomanesia
- Carpolepis
- Chamelaucium
- Chamguava
- Choricarpia
- Cloezia
- Conothamnus
- Corymbia
- Darwinia
- Decaspermum
- Eremaea
- Eucalyptopsis
- Eucalyptus
- Eugenia
- Euryomyrtus
- Gomidesia
- Gossia
- Heteropyxis (anciennement dans Heteropyxidaceae)
- Hexachlamys
- Homalocalyx
- Homalospermum
- Homoranthus
- Hypocalymma
- Kania
- Kjellbergiodendron
- Kunzea
- Kunzea × Leptospermum
- Lamarchea
- Legrandia
- Lenwebbia
- Leptospermum
- Lindsayomyrtus
- Lophomyrtus
- Lophostemon
- Luma
- Lysicarpus
- Malleostemon
- Marlierea
- Melaleuca
- Metrosideros
- Micromyrtus
- Mitrantia
- Monimiastrum
- Myrceugenia
- Myrcia
- Myrcianthes
- Myrciaria
- Myrteola
- Myrtus
- Neofabricia
- Neomitranthes
- Neomyrtus
- Ochrosperma
- Octamyrtus
- Osbornia
- Pericalymma
- Phymatocarpus
- Pileanthus
- Pilidiostigma
- Piliocalyx
- Pimenta
- Plinia
- Psidium
- Psiloxylon (anciennement dans Psiloxylaceae)
- Regelia
- Rhodamnia
- Rhodomyrtus
- Rinzia
- Ristantia
- Scholtzia
- Siphoneugena
- Sphaerantia
- Stockwellia
- Syncarpia
- Syzygium
- Taxandria
- Tepualia
- Thaleropia
- Thryptomene
- Triplarina
- Tristania
- Tristaniopsis
- Ugni
- Uromyrtus
- Verticordia
- Welchiodendron
- Whiteodendron
- Xanthomyrtus
- Xanthostemon

Selon DELTA Angio (1er juin 2010) :
- Acca
- Accara
- Acmena
- Acmenosperma
- Actinodium
- Agonis
- Allosyncarpia
- Amomyrtella
- Amomyrtus
- Angasomyrtus
- Angophora
- Aphanomyrtus
- Archirhodomyrtus
- Arillastrum
- Astartea
- Asteromyrtus
- Austromyrtus
- Backhousia
- Baeckia
- Balaustion
- Barongia
- Basisperma
- Beaufortia
- Blepharocalyx
- Callistemon
- Calothamnus
- Calycolpus
- Calycorectes
- Calyptranthes
- Calyptrogenia
- Calytrix
- Campomanesia
- Carpolepis
- Chamelaucium
- Chamguava
- Choricarpia
- Cleistocalyx
- Cloezia
- Conothamnus
- Corynanthera
- Corynemyrtus
- Cupheanthus
- Darwinia
- Decaspermum
- Eremaea
- Eucalyptopsis
- Eucalyptus
- Eugenia
- Feijoa
- Gomidesia
- Heteropyxis
- Hexachlamys
- Homalocalyx
- Homalospermum
- Homoranthus
- Hottea
- Hypocalymma
- Jambosa
- Kania
- Kjellbergiodendron
- Kunzea
- Lamarchea
- Legrandia
- Lencymmoea
- Leptospermum
- Lindsayomyrtus
- Lophomyrtus
- Lophostemon
- Luma
- Lysicarpus
- Malleostemon
- Marlieria
- Melaleuca
- Meteoromyrtus
- Metrosideros
- Micromyrtus
- Mitranthes
- Mitrantia
- Monimiastrum
- Mosiera
- Mozartia
- Myrceugenia
- Myrcia
- Myrcianthes
- Myrciaria
- Myrrhinium
- Myrtastrum
- Myrtella
- Myrteola
- Myrtus
- Neofabricia
- Neomitranthes
- Neomyrtus
- Ochrosperma
- Octamyrtus
- Osbornia
- Paramyrciaria
- Pericalymma
- Phymatocarpus
- Pileanthus
- Pilidiostigma
- Piliocalyx
- Pimenta
- Pleurocalyptus
- Plinia
- Pseudanamomis
- Pseudeugenia
- Psidium
- Purpureostemon
- Pyrenocarpa
- Regelia
- Rhodamnia
- Rhodomyrtus
- Rinzia
- Ristantia
- Rylstonea
- Scholtzia
- Siphoneugenia
- Sphaerantia
- Stereocaryum
- Syncarpia
- Syzygium
- Tepualia
- Thryptomene
- Tristania
- Tristaniopsis
- Ugni
- Uromyrtus
- Verticordia
- Waterhousea
- Welchiodendron
- Whiteodendron
- Xanthomyrtus
- Xanthostemon

Selon ITIS (1er juin 2010) :
- Baeckea L.
- Callistemon R. Br.
- Calyptranthes Sw.
- Eucalyptus L'Hér.
- Eugenia L.
- Feijoa O. Berg
- Gomidesia Berg
- Leptospermum J.R. & G. Forst.
- Lophostemon Schott
- Marlierea Camb.
- Melaleuca L.
- Metrosideros Banks ex Gaertn.
- Myrcia DC. ex Guill.
- Myrcianthes Berg
- Myrciaria Berg
- Myrtus L.
- Pimenta Lindl.
- Pseudanamomis Kausel
- Psidium L.
- Rhodomyrtus (DC.) Reichenb.
- Siphoneugena Berg
- Syncarpia Ten.
- Syzygium P. Br. ex Gaertn.

Selon Plants of the World Online , 127 genres sont actuellement acceptés:
- Acca O.Berg
- Accara Landrum
- Actinodium S.Schauer ex Schltdl.
- Agonis (DC.) Sweet
- Algrizea Proença & NicLugh.
- Allosyncarpia S.T.Blake
- Aluta Rye & Trudgen
- Amomyrtella Kausel
- Amomyrtus (Burret) D.Legrand & Kausel
- Angophora Cav.
- Anticoryne Turcz.
- Archirhodomyrtus (Nied.) Burret
- Arillastrum Pancher ex Baill.
- Astartea DC.
- Asteromyrtus S.Schauer
- Astus Trudgen & Rye
- Austrobaeckea Rye
- Austromyrtus (Nied.) Burret
- Babingtonia Lindl.
- Backhousia Hook. & Harv.
- Baeckea L.
- Balaustion Hook.
- Barongia G.Wilson & B.Hyland
- Basisperma C.T.White
- Beaufortia R.Br. – synonym of Melaleuca
- Blepharocalyx O.Berg
- Callistemon R.Br. – synonym of Melaleuca
- Calothamnus Labill. – synonym of Melaleuca
- Calycolpus O.Berg
- Calycorectes O.Berg
- Calytrix Labill.
- Campomanesia Ruiz & Pav.
- Chamelaucium Desf.
- Chamguava Landrum
- Cheyniana Rye
- Cloezia Brongn. & Gris
- Conothamnus Lindl. – synonym of Melaleuca
- Corymbia K.D.Hill & L.A.S.Johnson
- Curitiba Salywon & Landrum
- Cyathostemon Turcz.
- Darwinia Rudge
- Decaspermum J.R.Forst. & G.Forst.
- Enekbatus Trudgen & Rye
- Eremaea Lindl. – synonym of Melaleuca
- Ericomyrtus Turcz.
- Eucalyptopsis C.T.White
- Eucalyptus L'Hér.
- Eugenia P.Micheli ex L.
- Euryomyrtus S.Schauer
- Feijoa O.Berg
- Gossia N.Snow & Guymer
- Harmogia S.Schauer
- Heteropyxis Harv.
- Homalocalyx F.Muell.
- Homalospermum S.Schauer
- Homoranthus A.Cunn. ex S.Schauer
- Hypocalymma (Endl.) Endl.
- Hysterobaeckea (Nied.) Rye
- Kanakomyrtus N.Snow
- Kania Schltr.
- Kardomia Peter G.Wilson
- Kjellbergiodendron Burret
- Kunzea Rchb.
- Lamarchea Gaudich. – synonym of Melaleuca
- Legrandia Kausel
- Lenwebbia N.Snow & Guymer
- Leptospermum J.R.Forst. & G.Forst.
- Lindsayomyrtus B.Hyland & Steenis
- Lithomyrtus F.Muell.
- Lophomyrtus Burret
- Lophostemon Schott
- Luma A.Gray
- Lysicarpus F.Muell.
- Malleostemon J.W.Green
- Melaleuca L.
- Metrosideros Banks ex Gaertn.
- Micromyrtus Benth.
- Mitrantia Peter G.Wilson & B.Hyland
- Mosiera Small
- Myrceugenia O.Berg
- Myrcia DC. ex Guill.
- Myrcianthes O.Berg
- Myrciaria O.Berg
- Myrrhinium Schott
- Myrtastrum Burret
- Myrtella F.Muell.
- Myrteola O.Berg
- Myrtus Tourn. ex L.
- Neofabricia Joy Thomps.
- Neomitranthes D.Legrand
- Neomyrtus Burret
- Nothomyrcia Kausel
- Ochrosperma Trudgen
- Octamyrtus Diels
- Osbornia F.Muell.
- Oxymyrrhine S.Schauer
- †Paleomyrtinaea[11]
- Paragonis J.R.Wheeler & N.G.Marchant – synonym of Agonis
- Pericalymma (Endl.) Endl.
- Phymatocarpus F.Muell. – synonym of Melaleuca
- Pileanthus Labill.
- Pilidiostigma Burret
- Pimenta Lindl.
- Pleurocalyptus Brogn. and Gris
- Plinia Plum. ex L.
- Psidium L.
- Psiloxylon Thouars ex Tul.
- Purpureostemon Gugerli
- Regelia S.Schauer – synonym of Melaleuca
- Rhodamnia Jack
- Rhodomyrtus (DC.) Rchb.
- Rinzia S.Schauer
- Ristantia Peter G.Wilson & J.T.Waterh.
- Sannantha Peter G.Wilson
- Scholtzia S.Schauer
- Seorsus Rye & Trudgen
- Siphoneugena O.Berg
- Sphaerantia Peter G.Wilson & B.Hyland
- Stenostegia A.R.Bean
- Stockwellia D.J.Carr, S.G.M.Carr & B.Hyland
- Syncarpia Ten.
- Syzygium Gaertn.
- Taxandria (Benth.) J.R.Wheeler & N.G.Marchant
- Temu O.Berg
- Tetrapora S.Schauer
- Thaleropia Peter G.Wilson
- Thryptomene Endl.
- Triplarina Raf.
- Tristania R.Br.
- Tristaniopsis Brogn. & Gris
- Ugni Turcz.
- Uromyrtus Burret
- Verticordia DC.
- Welchiodendron Peter G.Wilson & J.T.Waterh.
- Whiteodendron Steenis
- Xanthomyrtus Diels
- Xanthostemon F.Muell.

## Usages

### Espèces fruitières
- cerisier du Brésil (Eugenia brasiliensis)
- cerisier de Cayenne (Eugenia uniflora)
- goyavier (Psidium guajava)
- goyavier du Brésil (Feijoa sellowiana)
- goyavier du Chili (Ugni molinae)
- goyavier de Chine (Psidium cattleyanum)
- jamalac (Syzygium samarangense)
- jamblon (Syzygium cumini)
- jambosier rouge (Syzygium malaccense)
- jamrosat (Syzygium jambos)
- rose myrtle (Rhodomyrtus tomentosa)

### Espèces à épices
- giroflier (Syzygium cariophyllata)
- quatre-épices (Pimenta dioica)

### Espèces à essences
Myrtaceae

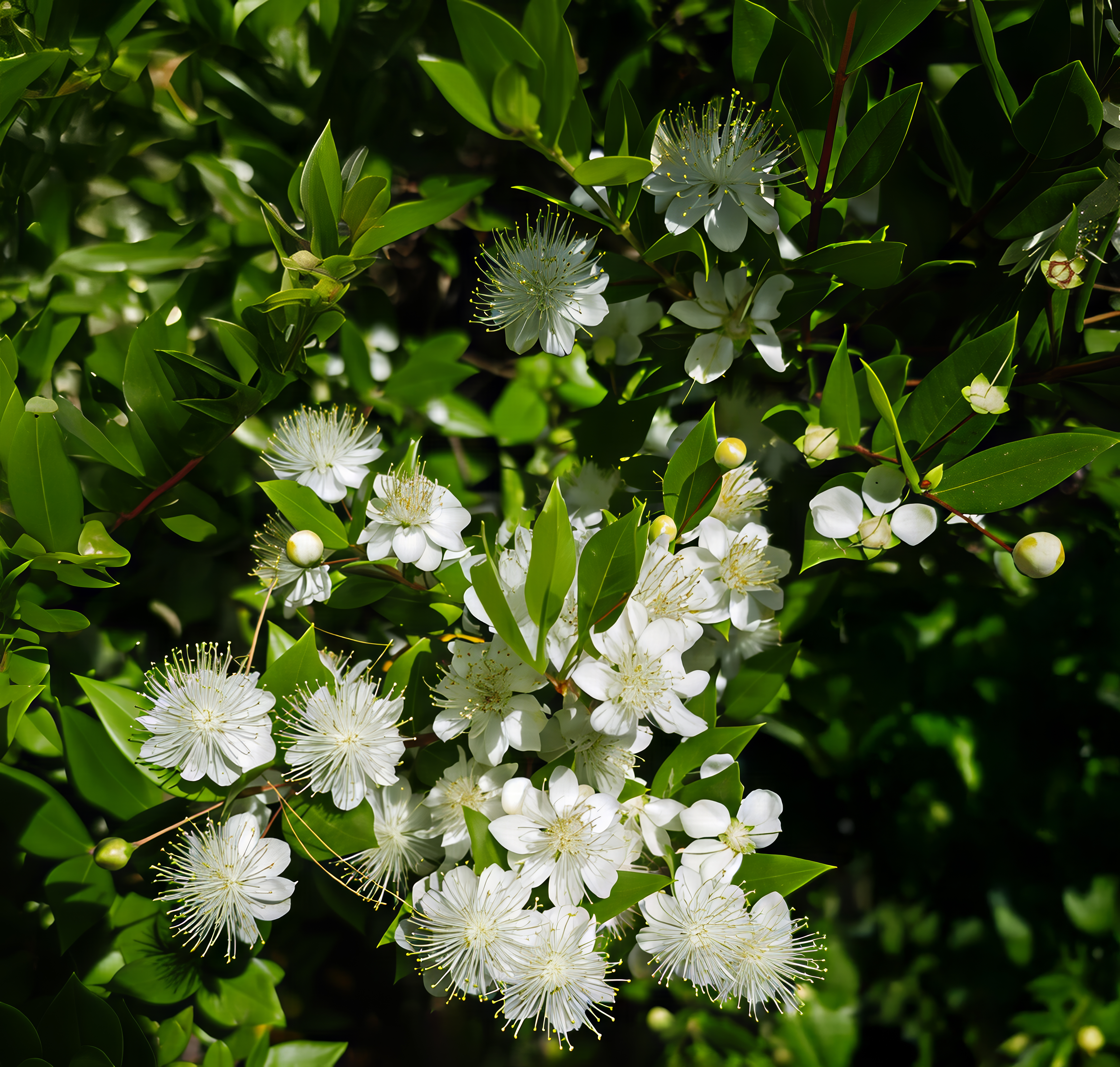
Myrtus communis subsp. tarentina

- arbre à thé (Melaleuca alternifolia)
- giroflier (Syzygium cariophyllata)
- manuka (Leptospermum scoparium)
- myrte (Myrtus communis)
- niaouli (Melaleuca quinquenervia)

### Espèce à bois de valeur
- gommier rouge (Eucalyptus calmadulensis)